# (13136) 1994 UJ1
1994 يو جاي 1 (ويعرف أيضًا باسم (13136) 1994 يو جاي 1 وفق تسمية الكوكب الصغير) (بالإنجليزية: 1994 UJ1)‏ هو كويكب ضمن حزام الكويكبات؛ وترتيبه 13136 من حيث الاكتشاف.
اكتُشف هذا الجُرم الفلكي بواسطة هيروشي كانيدا في 25 أكتوبر 1994.

## وصلات خارجية
- (13136) 1994 UJ1 في قاعدة بيانات مختبر الدفع النفاث لأجرام النظام الشمسي الصغيرة

- الاكتشاف · مخطط المدار ·  العناصر المدارية · المعلمات المادية

- (13136) 1994 UJ1 على موقع ويكي سكاي: DSS2, SDSS, GALEX, IRAS, Hydrogen α, X-Ray, Astrophoto, Sky Map, Articles and images